# Aristolochia stenophylla
Aristolochia stenophylla là một loài thực vật có hoa trong họ Aristolochiaceae. Loài này được Urb. mô tả khoa học đầu tiên năm 1902.